# 同登站
同登站（越南语：／*/?）是越南的一座边境火车站，河同铁路的终点，位于谅山省同登社，与中国湘桂铁路凭祥站接轨。铺设有标准轨及米轨共行的混合轨。越南－中国T8701/2次国际联运旅客列车的换乘、行李、包裹换装和交接以及客车和行李车的交接均在该站进行。
本站始建于法国殖民地时期，车站建筑风格明显带有欧洲巴洛克风格，主楼候车室大厅为罗马式的圆形拱顶。